# 跡部良弼
跡部 良弼（あとべ よしすけ）は、江戸時代後期（幕末）の旗本、幕臣。肥前唐津藩主水野忠光の六男で、老中水野忠邦の実弟。通称は季十郎・大膳。官位は従五位下山城守。信濃守、能登守、甲斐守、伊賀守、遠江守に遷任した。

## 生涯
旗本・跡部家に養子入りしたが、良弼は実兄の忠邦の威光を背景に傲岸で、周辺と諍いを起こすことが少なくなかった。累進して駿府、堺の両町奉行を経て大坂東町奉行となった。在任中の大坂では米価が暴騰し、多数の餓死者が出た。
従来は、良弼はこれに対してなんらの打開策を立てないばかりか、豪商らによる米の買い占めを傍観し、また、町奉行所の元与力で陽明学者大塩平八郎の提案した救民計画を無視し、江戸に米の廻送を命じたため、米価はますます高騰したと言われ、これが原因で、天保8年（1837年）に大塩平八郎の乱の原因になったと言われてきた。
しかし実際には、天保4年（1833年）から天保8年にかけて、大坂町奉行は積極的な米価対策を実施し、堂島米取引不正禁止令、堂島米相場抑制令、入津米増加令、他所他国売禁止令、市中小売米価引き下げ令、官米払下げと施行の実施、民間施行の実施など、取ることができる対策のほとんどを取り、その結果、大坂市中の飯米維持政策はかなりの程度実効性をもったといわれている。しかしそれでも限界があり、米不足は深刻化し、その結果大塩の乱が起こった。一方、江戸への米の回送は、米不足に苦しむ江戸の住民の食料の確保のために行ったという見方もある。しかし大坂の米不足の深刻化に伴い、良弼の態度は変わり、天保7年（1836年）11月29日に出た江戸廻米推進令に対しては、大坂の米が大量に流出しないようにする措置を取り、また江戸町奉行の命令で大坂に米を買い付けに来た江戸商人に対しては、協力拒否の姿勢を取っている。
大塩の乱の鎮圧では、良弼も手兵を率いて出馬したが、計略を事前に察知していたにもかかわらず、大塩方が発した大砲の音に驚いて落馬したという醜態が記録されている。乱は鎮圧されたが、大坂の町の5分の1が破壊される被害を出す惨事となった。
大塩の乱について責任を問われることはなく、その後は大目付を経て勘定奉行に栄進した。勘定奉行在任中の天保13年（1842年）、翌年に予定された12代将軍徳川家慶の日光東照宮謝参準備のため日光に赴く途中、下総古河の宿場本陣に宿を取ったが、幕府の威光を盾にして、参勤交代で既に同宿場の本陣に入っていた陸奥仙台藩主伊達慶邦を強制的に退去させたため、後日伊達侯から幕府に強硬な抗議がなされたという逸話が残る。
天保の改革が失敗に終わり、兄である忠邦が失脚した後も政治的命脈を保ち続けた。一説によると、忠邦が重用した鳥居耀蔵とそりが合わず、常々鳥居と敵対していたために連座しての失脚を免れたとも言われている。以後は江戸南町奉行、小姓組番頭、留守居、講武所総裁、江戸北町奉行を歴任した。幕末の慶応4年（1868年）に若年寄に就任するもわずか7日で免職となり、翌明治元年12月20日（1869年2月1日）に死去した。享年70。

## 年譜（江戸幕府役職履歴）
- 文政6年3月29日（1823年5月9日）、西丸小姓組二番組（氷見伊予守為糾）組衆より中奥番に異動。石高2500石。季十郎を称す。
- 文政8年1月11日（1825年2月28日）、中奥番より使番に異動。
- 文政11年2月1日（1828年3月16日）、火事場見廻役兼帯。
- 文政13年3月12日（1830年4月4日）、使番・火事場見廻役より駿府町奉行に異動。駿府町奉行在任中、季十郎より大膳に改称する。
- 天保4年8月11日（1833年9月24日）、駿府町奉行から堺奉行に異動。堺奉行在任中、従五位下山城守に叙任。
- 天保7年4月24日（1836年6月7日）、堺奉行から大坂東町奉行に異動。
- 天保10年9月10日（1839年10月16日）、大坂東町奉行から大目付に異動。分限帳改兼帯。同日、山城守から信濃守に遷任（同役に山城守を任官する神尾元孝が既にいるため遷任）。
- 天保12年6月13日（1841年7月30日）、信濃守から能登守に遷任（上司の老中に真田信濃守幸貫が就任したため遷任）。12月8日（1842年1月19日）、大目付を免ず。12月9日（1月20日）、勘定奉行に就任。公事方担当。
- 天保13年（1842年）2月、道中奉行兼帯。同月19日（3月30日）より同年4月まで日光東照宮参詣御用取扱兼帯。
- 天保15年9月15日（1844年10月26日）、勘定奉行から江戸南町奉行に異動。
- 弘化2年3月15日（1845年4月21日）、江戸南町奉行から一番組の小姓組番頭に異動。
- 嘉永4年3月24日（1851年4月25日）、小姓組番頭から留守居に異動。同日、能登守から甲斐守に転任（同役に能登守を任官する蜷川親常が既にいるため転任）。
- 安政2年（1855年2月5日）、老中阿部正弘が安政の改革の一環として設置した講武所の総裁に土岐頼旨と共に任命される。
- 安政2年8月9日（1855年9月19日）、留守居格大目付に異動。分限帳改および海防掛兼帯。
- 安政3年7月13日（1856年8月13日）、宗門改兼帯。11月18日（12月15日）、留守居格大目付から留守居格江戸北町奉行に異動。
- 安政5年5月24日（1858年7月4日）、留守居格江戸北町奉行から留守居格清水卿支配に異動。
- 万延元年9月7日（1860年10月20日）、留守居格清水付支配から留守居に異動。同日、甲斐守から伊賀守に遷任（同役に甲斐守を任官する池田長顕が既にいるため遷帯）。11月1日（12月12日）、皇女和宮親子内親王江戸下向並びに縁組御用取扱兼帯。
- 文久2年8月24日（1862年9月17日）、側衆を兼帯。
- 文久3年7月12日（1863年8月25日）、側衆兼留守居から御側御用取次側衆に異動。
- 元治元年6月23日（1864年7月26日）、御側御用取次側衆を免ず。無役にて菊間縁側詰。11月19日（12月17日）、留守居上席として就任。
- 慶応元年10月22日（1865年12月9日）、伊賀守から遠江守に転任（上司の老中に板倉伊賀守勝静が就任したため転任）。
- 慶応3年8月5日（1867年9月2日）、留守居上席から側衆格留守居に異動。
- 慶応4年2月26日（1868年3月19日）、側衆格留守居から若年寄に異動。3月3日（3月26日）、若年寄を免じ、無役にて菊間縁側詰となる。

## 演じた人物
- 片岡千恵蔵（世なおし奉行、1972年）
- 楠年明（八丁堀の七人、2000年）